# Rue Prechter
La rue Prechter (en alsacien : Fischergässel) est une voie de Strasbourg située dans le quartier de la Krutenau. Orientée d'ouest en est, elle va du quai des Pêcheurs à la rue Fritz-Kiener, d'où elle se prolonge par la rue de la Tour-des-Pêcheurs. Au premier tiers de son parcours, elle est rejointe au nord par la rue des Bains.

## Histoire et origine du nom
À partir du XVe siècle elle est d'abord désignée comme une nouvelle rue dans le quartier de la Krutenau : Nuwe gasse in Krutenowe (1400, 1484, 1544, 1587), puis Neugasse (1681).
Au XVIIIe siècle on trouve la dénomination « Aux barraques de Prechter », en référence aux douze maisonnettes (Die zwölf Prechterhäusslein) construites entre 1555 et 1558 à destination des familles pauvres.
On relève ensuite d'autres appellations : rue Neuve quai des pêcheurs (1792 et 1817), rue du 31 mai (1793), rue du 12 Prairial (1794), Neue Gasse (1847), rue des Pêcheurs (1856, 1918), Fischergasse (1872), rue des Pêcheurs (1918). 
En 1929 un changement de dénomination est sollicité par des propriétaires de la rue afin d'en finir avec la réputation sulfureuse de celle-ci.
Proche de la caserne Saint-Nicolas et de la caserne des Pêcheurs, la rue était en effet devenue à la fin du XIXe siècle un lieu de prostitution abritant treize des quinze maisons de tolérance de Strasbourg.

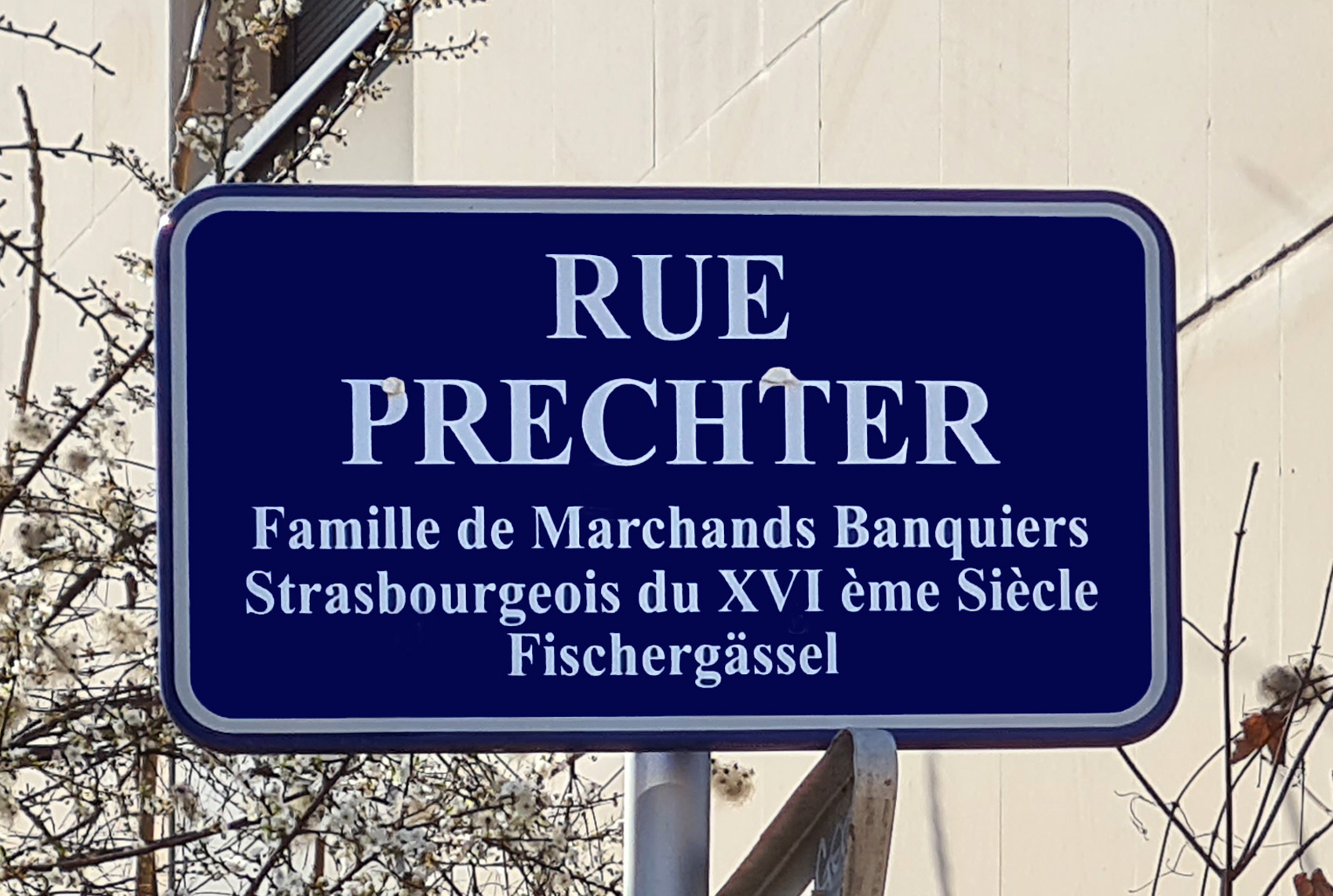
Plaque bilingue, en français et en alsacien.

En 1930 Le Conseil municipal la renomme « rue Prechter », en hommage à la puissante famille de banquiers-marchands originaire de Haguenau qui joua un grand rôle à Strasbourg au XVIe siècle.
Au moment de l'occupation allemande en 1940, la rue Prechter reprend l'appellation antérieure, Fischergasse, avant de recouvrer son nouveau nom en 1945.
À partir de 1995, des plaques de rues bilingues, à la fois en français et en alsacien, sont mises en place par la municipalité lorsque les noms de rue traditionnels étaient encore en usage dans le parler strasbourgeois. Le nom de la rue est ainsi sous-titré Fischergässel.

## Maisons Prechter
Par la volonté testamentaire d'Elisabeth Schaffner, exprimée en 1550, son mari Balthasar Koenig, avec sa fille et son gendre Guillaume Prechter, fait construire douze maisonnettes destinées à être louées pour un loyer modique à des personnes pauvres, un chantier qui s'achève en 1558. À l'origine les maisons appartiennent à la fondation Prechter.
Ces habitations sociales, entièrement dédiées au logement à l'exclusion de toute activité professionnelle, étaient toutes construites sur le même principe, avec un soin particulier apporté au confort et au traitement des façades. Elles sont dotées d'un étage et d'un comble aménagé, d'un petit jardin et d'une cave. Dans le contexte de la Réforme, ces réalisations se veulent une contribution des familles fortunées du patriciat strasbourgeois au « bien-être de la société urbaine », visant la réinsertion du pauvre dans la vie sociale. Cependant une longue inscription en façade des édifices ne manque pas de rappeler le nom et la charité des fondateurs.
Une enquête historique et archéologique menée par Maxime Werlé à la fin du XXe siècle a permis d'établir combien d'unités subsistaient parmi les douze constructions d'origine. Le no 8, qui avait d'abord retenu l'attention du chercheur car elle était promise à la démolition, réunissait en réalité deux maisonnettes. D'autres édifices plus ou moins bien conservés ont été repérés entre les nos 10 et 20 : un au 10, deux au 16 et deux au 18, soit sept au total.
Le no 16 a été démoli pour faciliter l'accès à l'École supérieure des arts décoratifs. Les nos 8 et 10 sont les seuls à subsister dans un état proche de celui de la construction.

Dernières maisons Prechter.
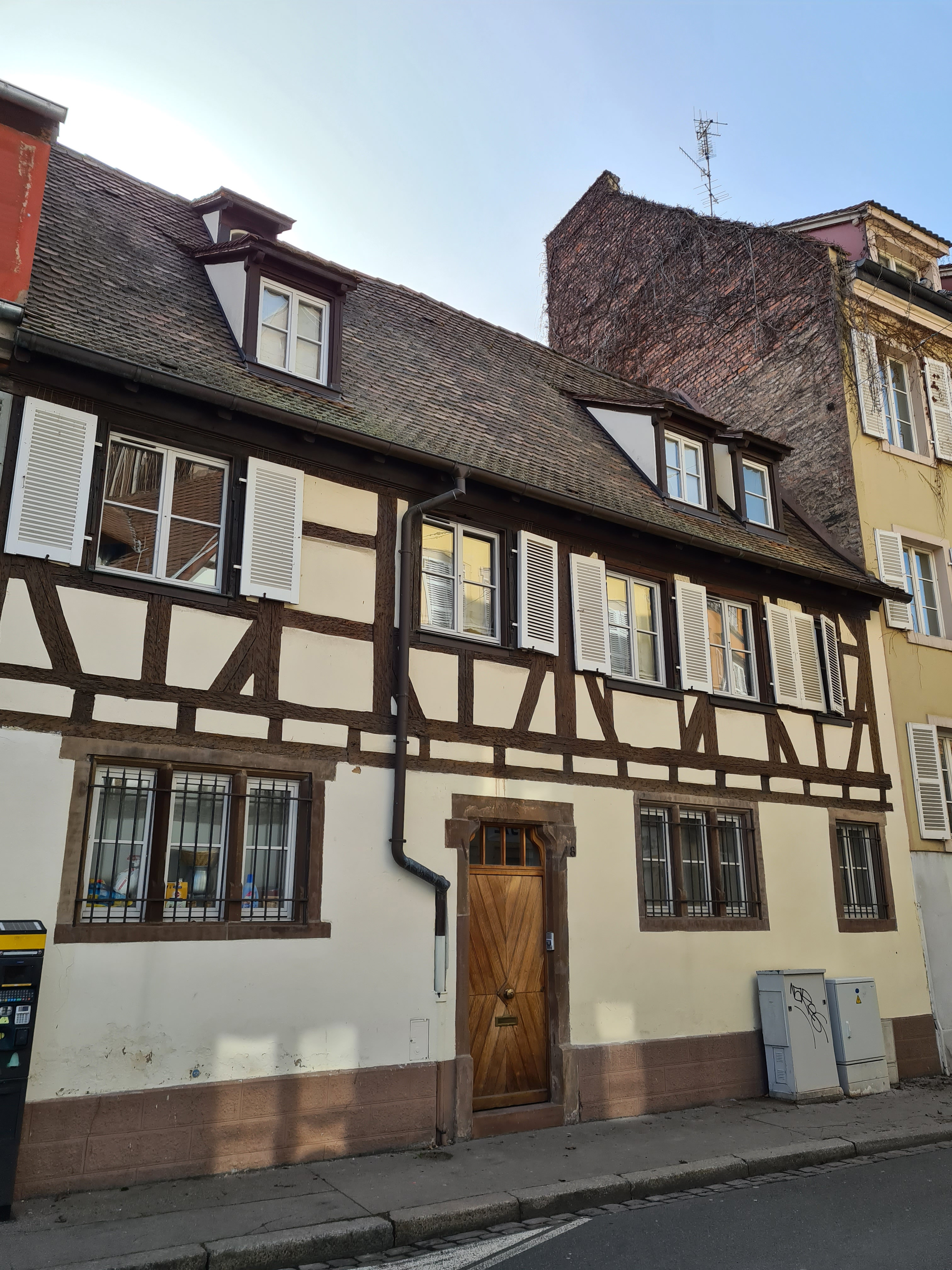
no 8.
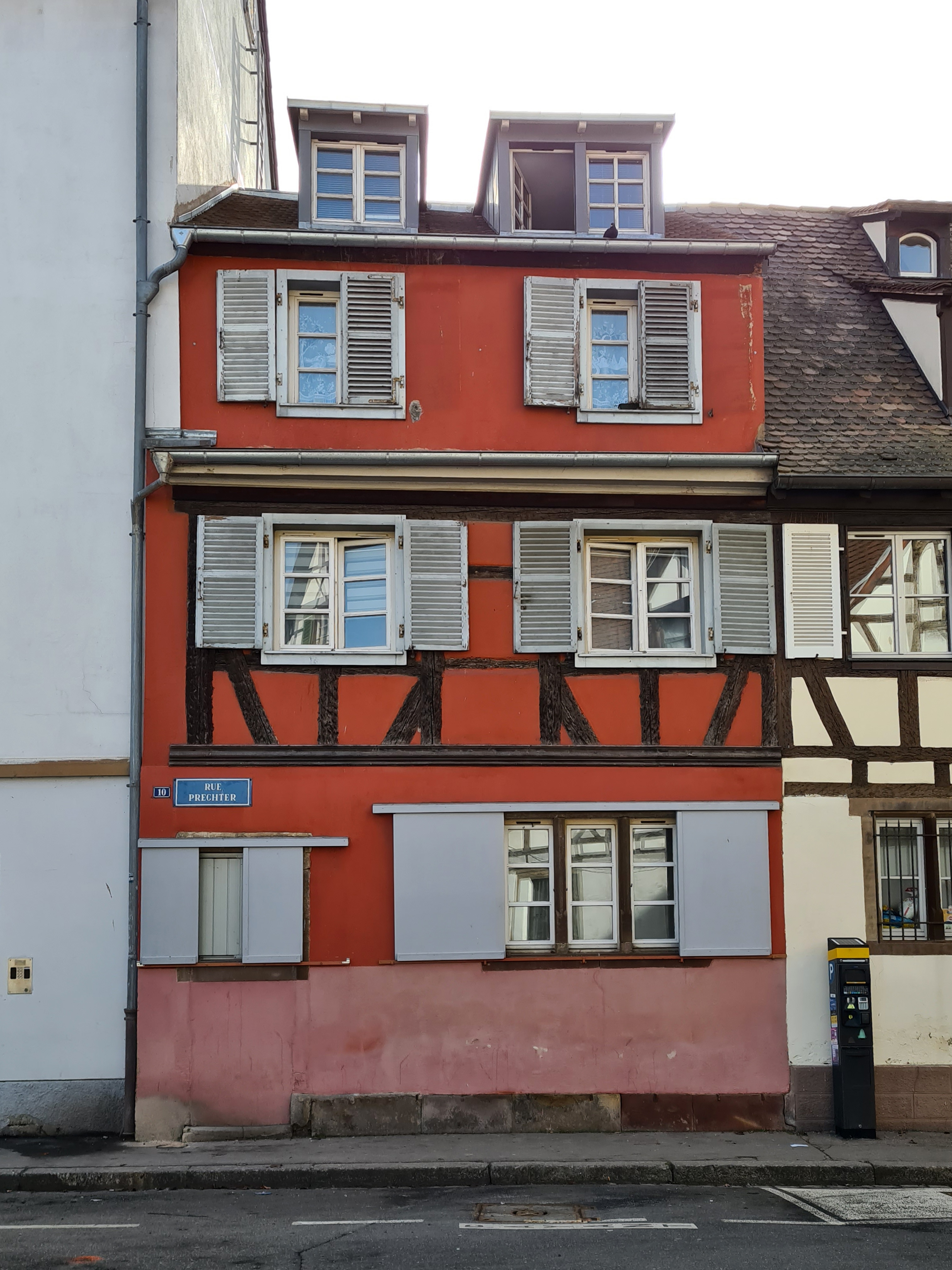
no 10.